# Dave Culross
Dave Culross (ur. 9 marca 1975 w Shirley w stanie Nowy Jork) – amerykański perkusista. Dave Culross znany jest przede wszystkim z występów w grupie muzycznej Malevolent Creation, w której występował z przerwami od 1995 do 2008 roku. W latach 1997–1998 i 2012-2014 występował w formacji Suffocation. Grał także w zespołach Disgorged, HatePlow, Malebolgia i Malecoda. Jako muzyk koncertowy i sesyjny współpracował z grupami Incantation, Gorgasm i Mortician. Obecnie jest członkiem nowojorskiej formacji Pyrexia.